# Championnat d'Europe masculin de rink hockey 1973
Navigation
Championnat d'Europe masculin 1971 Championnat d'Europe masculin 1975
Le Championnat d'Europe de rink hockey masculin 1973 est la 31e édition de la compétition organisée par le Comité européen de rink hockey et réunissant les meilleures nations européennes. Cette édition a lieu à Iserlohn, en Allemagne.
L'équipe du Portugal remporte pour la treizième fois le titre européen de rink hockey et bat le record du nombre de titre établi par l’équipe d’Angleterre pendant l’entre-deux-guerres.

## Participants
Neuf équipes prennent part à cette compétition.
- Allemagne
- Angleterre
- Belgique
- Espagne
- France
- Italie
- Pays-Bas
- Portugal
- Suisse : Werner Rhyn (Rollsport Bâle), Hans-Ucli Walliser (Rollsport Zurich) ; Beat Blattmann et Adrian Stettler (Rollsport Zurich), James Cordonnier, Claude de Siebenthal, Jean-Paul Genoud et Guy Taroni (HC Montreux), Michel Fischer (HC Genève), Thomas Wuchner (Rollsport Bâle)[1].

## Résultats
| Rang | Équipe     | Pts | J | G | N | P | Bp | Bc | Diff |  | Résultats  |  |     |     |     |     |      |      |      |      |
| ---- | ---------- | --- | - | - | - | - | -- | -- | ---- |  | ---------- |  | --- | --- | --- | --- | ---- | ---- | ---- | ---- |
| 1    | Portugal   | 16  | 8 | 8 | 0 | 0 | 73 | 9  | +64  |  | Portugal   |  | 2-1 | 5-0 | 3-1 | 2-1 | 17-1 | 17-2 | 11-3 | 16-0 |
| 2    | Espagne    | 13  | 8 | 6 | 1 | 1 | 54 | 11 | +43  |  | Espagne    |  |     | 4-0 | 2-2 | 5-1 | 8-2  | 12-1 | 11-0 | 11-3 |
| 3    | Allemagne  | 12  | 8 | 6 | 0 | 2 | 49 | 18 | +31  |  | Allemagne  |  |     |     | 4-2 | 6-1 | 13-1 | 10-1 | 8-3  | 8-1  |
| 4    | Italie     | 9   | 8 | 6 | 0 | 2 | 30 | 18 | +12  |  | Italie     |  |     |     |     | 2-3 | 4-1  | 6-1  | 6-1  | 7-3  |
| 5    | Pays-Bas   | 6   | 8 | 3 | 0 | 5 | 25 | 29 | -4   |  | Pays-Bas   |  |     |     |     |     | 4-3  | 3-4  | 3-4  | 9-2  |
| 6    | Suisse     | 6   | 8 | 3 | 0 | 5 | 25 | 51 | -26  |  | Suisse     |  |     |     |     |     |      | 12-4 | 3-2  | 2-0  |
| 7    | Belgique   | 6   | 8 | 3 | 0 | 5 | 29 | 67 | -38  |  | Belgique   |  |     |     |     |     |      |      | 9-6  | 7-1  |
| 8    | France     | 4   | 8 | 2 | 0 | 6 | 23 | 53 | -30  |  | France     |  |     |     |     |     |      |      |      | 4-2  |
| 9    | Angleterre | 0   | 8 | 0 | 0 | 8 | 12 | 64 | -52  |  | Angleterre |  |     |     |     |     |      |      |      |      |